# Director deportivo
Director deportivo (D. D.) es la denominación que recibe el cargo responsable de gestionar el capital humano, es decir los deportistas y sus entrenadores, que forma parte de un club deportivo o institución con equipos deportivos, como también pueden ser un colegio o una universidad.

## Fútbol
En el Reino Unido también se le denomina mánager. 
La naturaleza exacta del papel es a menudo confusa y da lugar a debates en los medios de comunicación deportivos. Dave Bassett describió el papel del director deportivo como: 
"El director deportivo de fútbol es el responsable más cercano a la directiva, y además es el ayudante del presidente del club. El director deportivo debe ser una persona con una experiencia contrastada en el fútbol y es entonces cuando debe ayudar a los miembros de las directiva a la hora de analizar de la toma de decisiones, pues ellos carecen de tal experiencia."
En teoría, esto significa que el entrenador asume las tareas relativas al día a día del club en lo que se refiere a responsabilidades del área deportiva tales como: la confección del equipo, las decisiones tácticas o el entrenamiento. El presidente mientras tanto se encarga del presupuesto, asigna el capital necesario para traspasos, contratos y demás asuntos del club.
El director deportivo a menudo está implicado en la selección del entrenador, de modo que el entrenador sepa que tiene pleno apoyo en sus subordinados. El director deportivo dispone de ojeadores, el presupuesto asignado y la cantera, permitiendo al entrenador centrarse en el equipo. Frecuentemente el director deportivo no se entromete en las decisiones del entrenador, limitándose a dar su opinión. La mayor parte de directores de fútbol son exentrenadores, asignándoseles un rolo tipo "senior" en el club por parte de la directiva. Aunque en los últimos años se están imponiendo los directores técnicos que han sido jugadores profesionales hasta hace poco y saltan a los despachos una vez se han retirado del deporte, sin tan siquiera haber llegado nunca a ser entrenadores.
El director deportivo de fútbol a veces es comparado con un general manager en una organización profesional deportiva norteamericana.
Normalmente, se identifica al director deportivo como la persona encargada de gestionar a los recursos humanos, es decir, a los entrenadores y deportistas que forman parte de la institución. Pero sus funciones abarcan mucho más.
No es solamente el encargado de establecer contactos con deportistas y equipos en periodo de fichajes. El director o mánager deportivo es la figura capacitada para liderar la gestión vertical de cualquier entidad o club deportivo: desde sus finanzas y contratos de publicidad o laborales hasta la gestión de recursos económicos y humanos.
Aunque el cargo de director deportivo suele asociarse con el fútbol por ser el deporte más popular, este profesional puede desempeñar sus tareas en cualquier organización deportiva.

## Funciones de un director deportivo
La función fundamental del director deportivo es la de coordinar y dirigir tanto los recursos humanos como los materiales que sean necesarios para llevar a cabo la actividad física o el deporte de la entidad, club o asociación. 
Es el responsable de la toma de decisiones en lo referente al área deportiva, es decir, las decisiones vitales para el funcionamiento de cualquier club deportivo profesional.  Las principales funciones que desempeña el director deportivo son:
- Coordinación del personal en el entorno de la actividad física: coordina al equipo, a los deportistas y técnicos y toma las decisiones operativas al respecto del desempeño de la actividad deportiva.
- Control de los recursos necesarios para el desempeño de la actividad física: se encarga de controlar y administrar los recursos de los que dispone en su parcela de trabajo.
- Planificación, dirección y supervisión de la actividad física y deportiva: se ocupa de la programación de las distintas actividades, entrenamientos y competiciones, y de la dirección, control y supervisión de los distintos eventos físicos y deportivos en los que participe la entidad o los deportistas representados.
- Evaluación de la actividad física o deporte realizado: es el responsable de informar sobre el desempeño y el rendimiento de los distintos deportistas para que la entidad pueda tomar decisiones al respecto.

## Formación
El director deportivo es un profesional cualificado y que, por ley, debe estar colegiado para ejercer su profesión. Por eso, es necesario adquirir una formación específica.
Para la dirección, gestión y planificación del área deportiva, es necesario, en primer lugar, contar con la formación de base que ofrece una carrera universitaria relacionada con las Ciencias del Deporte, como puede ser el Grado en Ciencias de la Actividad Física y del Deporte o Magisterio con especialidad en Educación Física.